# Leichtathletik-Europameisterschaften 1982/Diskuswurf der Frauen

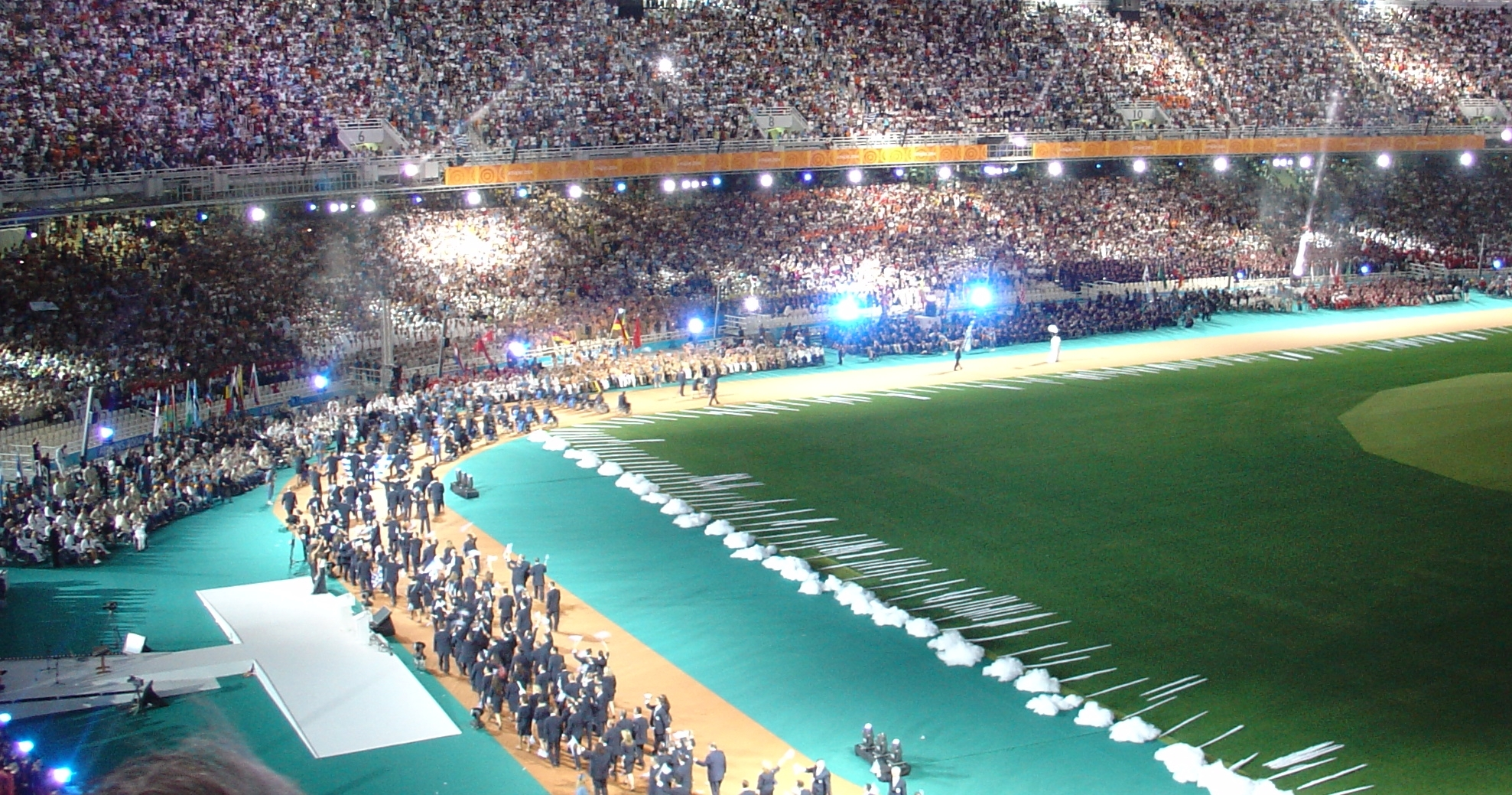
Das Athener Olympiastadion bei der Eröffnung der Paralympics 2004

Der Diskuswurf der Frauen bei den Leichtathletik-Europameisterschaften 1982 wurde am 8. September 1982 im Olympiastadion von Athen ausgetragen.
In diesem Wettbewerb errangen die bulgarischen Diskuswerferinnen einen Doppelsieg. Europameisterin wurde Zwetanka Christowa. Silber ging an die Olympiazweite von 1980 und Weltrekordinhaberin Marija Petkowa. Die sowjetische Athletin Galina Sawinkowa gewann die Bronzemedaille.

## Bestehende Rekorde
| Weltrekord           | 71,80 m | Marija Petkowa | Sofia, Bulgarien | 13. Juli 1980     |
| Europarekord         | 71,80 m | Marija Petkowa | Sofia, Bulgarien | 13. Juli 1980     |
| Meisterschaftsrekord | 69,00 m | Faina Melnik   | EM Rom, Italien  | 6. September 1974 |

Der bestehende EM-Rekord wurde auch bei diesen Europameisterschaften nicht erreicht. Die größte Weite erzielte die bulgarische Europameisterin Zwetanka Christowa mit 68,34 m, womit sie 66 Zentimeter unter dem Rekord blieb. Zum Welt- und Europarekord fehlten ihr 4,46 m.

## Durchführung
Bei nur sechzehn Teilnehmerinnen wurde auf eine Qualifikation verzichtet, alle Athletinnen traten gemeinsam zum Finale an.

## Finale
8. September 1982
| Platz | Name                 | Nation           | Weite (m) |
| ----- | -------------------- | ---------------- | --------- |
| 1     | Zwetanka Christowa   | Bulgarien        | 68,34     |
| 2     | Marija Petkowa       | Bulgarien        | 67,94     |
| 3     | Galina Sawinkowa     | Sowjetunion      | 67,82     |
| 4     | Gisela Beyer         | DDR              | 66,78     |
| 5     | Silvia Madetzki      | DDR              | 66,64     |
| 6     | Galina Murašova      | Sowjetunion      | 65,30     |
| 7     | Florența Crăciunescu | Rumänien         | 64,00     |
| 8     | Irina Meszynski      | DDR              | 63,78     |
| 9     | Swetla Boschkowa     | Bulgarien        | 60,78     |
| 10    | Ingra Manecke        | BR Deutschland   | 60,46     |
| 11    | Ulla Lundholm        | Finnland         | 58,90     |
| 12    | Ria Stalman          | Niederlande      | 58,48     |
| 13    | Zdenka Šilhavá       | Tschechoslowakei | 56,16     |
| 14    | Isabelle Accambray   | Frankreich       | 53,06     |
| 15    | Patricia Walsh       | Irland           | 52,78     |
| 16    | Gunnel Hettman       | Schweden         | 44,00     |

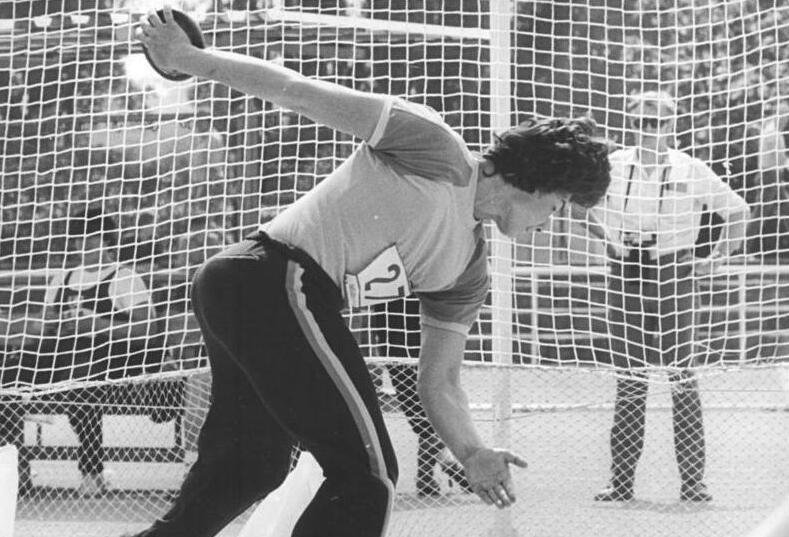
Gisela Beyer erreichte wie bei den Olympischen Spielen 1980 Platz vier – 1983 wurde sie WM-Fünfte
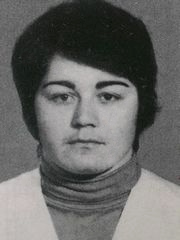
Florența Crăciunescu belegte Rang sieben – ihr größter Erfolg war Olympiabronze 1984
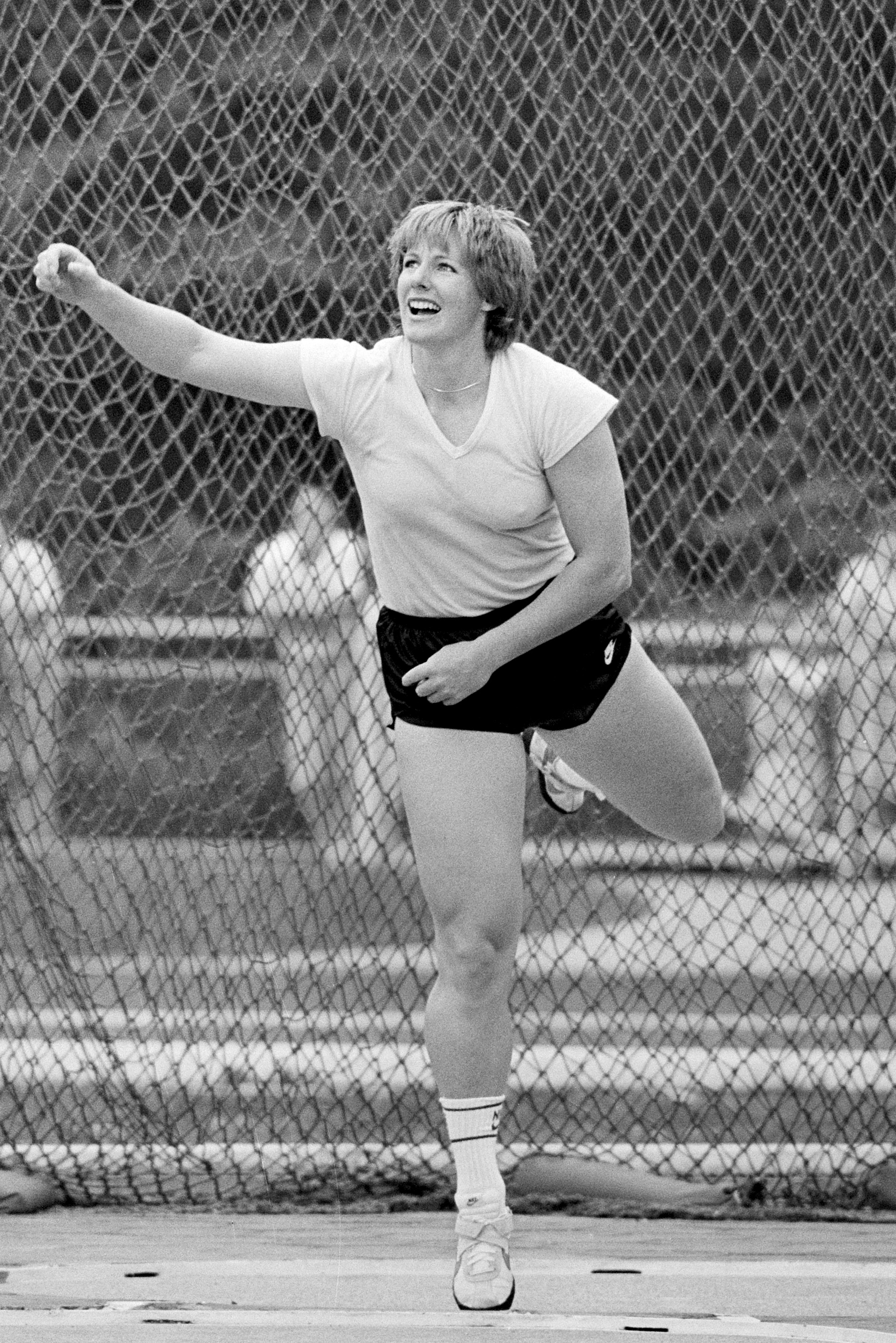
Ria Stalman kam auf den zwölften Platz – 1984 wurde sie Olympiasiegerin